# Lowell Wood
Lowell (Lincoln) Wood (* 1941) ist ein US-amerikanischer Astrophysiker und Erfinder.

## Leben
Wood erwarb Bachelorabschlüsse in Chemie und Mathematik und erhielt 1965 einen Doktortitel in Geophysik von der University of California, Los Angeles in Los Angeles für seine Dissertation mit dem Titel „Hyperthermal Processes in the Solar Atmosphere“. Er gilt als Schöpfer der Strategic Defense Initiative (SDI-Programm), ist an Geoengineering-Studien beteiligt und ist Vorsitzender der EMP Commission. Unter der vielen Patenten hat er u. a. ein neues Patent für die Stromerzeugung aus abgebranntem Kernbrennstoffen eingereicht. Seine Idee ist es, dazu einen Laufwellenreaktor (englisch traveling-wave reactor, TWR) zu entwickeln, woran auch Bill Gates interessiert ist. Wood wird regelmäßig zu internationalen Think Tanks eingeladen. Er ist mit Muriel (Yuki) Ishikawa verheiratet, die bereits über 800 Patente angemeldet hat. Sie haben eine gemeinsame Tochter.

## Leistungen
Wood gehört zu den produktivsten Erfinder in den USA und hat Edisons 82 Jahre alten Patentrekord gebrochen. Er hat einen freundschaftlichen Kontakt mit Bill Gates und unterstützt die Bill & Melinda Gates Foundation, um einen einmaligen, universellen Impfstoff zu entwickeln. Seine Vision ist es, das dieser Impfstoff schon Neugeborene nach der Geburt erhalten, womit alle Kinderimpfstoffe überflüssig wären. Aber auch andere humanitärer Projekte werden von Wood unterstützt.

## Auszeichnungen
1981 erhielt er den Ernest Orlando Lawrence Award des US-Energieministeriums für seine herausragenden Beiträge zur nationalen Sicherheit in den Bereichen gerichtete Energie, Trägheitsfusion, Unterwasserkommunikation, Designkonzepte für Kernwaffen und Computertechnologie. 1997 erhielt er den Golden Plate Award der American Academy of Achievement.